# カムペーンペット歴史公園
カムペーンペット歴史公園は、タイのカムペーンペット県にあるスコータイ王朝の遺跡の1つ。周辺の遺跡とともにユネスコの世界遺産（文化遺産、スコータイの歴史上の町と関連の歴史上の町）に登録されている。

## 概要
カムペーンペット歴史公園はスコータイ時代の遺跡である。カムペーンペット（金剛の城壁）という名前が示すとおり、ビルマからの侵入を防ぐ目的で建設されたといわれている。伝説では11世紀頃に北部から逃れてきた、ある王が建設したとされるが、実際に碑文などで分かっていることはスコータイの王リタイがワット・プラシーマハータート（仏教寺院）を建設したということである。また、ヒンドゥー様式（特に、クメール様式）の遺跡が例外の1つを除いて見つかっていないことから、クメール王朝の影響は非常に薄かったと考えられている。当初は川よりも西側に建造物が建てられていたが、アユタヤ王朝時代には防衛上の理由で川よりも東に建設された。スコータイ時代からスコータイのみならず北部の文化を吸収し、カムペーンペット独特の様式を生み出して発展してきたカムペーンペットも、1767年にはビルマ軍の攻撃を受け崩壊し、現在では漆喰が落ちた煉瓦の建物を残すのみである。

## 主な遺跡

### 城壁内

#### ワット・プラケーオ
バンコクのワット・プラケーオと同様、僧のための施設がない王専用の寺院である。伝承ではエメラルド仏が安置されていたともいうが定かではない。

#### ワット・プラタート
リタイ王による建設とされる。ワット・プラケーオよりも東にある。この寺院の中心にあるチェーディー（仏塔）はカムペーンペット独自のスタイルである。

#### 宮殿跡
現在ほとんど形跡をとどめていないが、発掘の結果、スコータイ時代の文物が見つかっている。

### 城壁外

#### ワット・プラノーム
建造物の壁が非常に良い状態で残っている寺院の1つである。ラテライトで出来た寺院で、寺院にある大きな柱は継ぎ目がなく、1つの岩から切り出されたものであり、スコータイ王朝時代の建築技術の高さを物語っている。

#### ワット・プラシーイリヤボート
この寺院の中心には4面に分かれた壁があり、その壁一つ一つの前にそれぞれ石で出来た、遊行仏、座禅仏、直立仏、涅槃仏が安置されていたが、現在では直立仏を残すのみである。この直立仏はカムペーンペット独自の様式である。

#### ワット・チャーンロープ
もともとは台座の上にベル型のチェーディーがあったとされるが、ビルマ軍によって破壊された。しかし台座を取り巻くゾウの像は現在でも残り、カムペーンペットに残る非常にユニークな寺院の1つである。